# 서천 지석리 삼층석탑
지석리 삼층석탑(支石里 三層石塔)은 대한민국 충청남도 서천군 종천면에 있는 조선시대의 삼층석탑이다. 1984년 5월 17일 충청남도의 문화재자료 제131호로 지정되었다.

## 참고 자료
- 지석리삼층석탑 - 국가유산청 국가유산포털